# Athamas (grekisk mytologi)
Athamas var i grekisk mytologi son till Aiolos och kung över minyerna i Orchomenos.
Athamas var först gift med molngudinnan Nefele vilken födde honom Frixos och Helle, och äktade sedan Kadmos dotter Ino. Då hungersnöd utbrutit sedan Ino sått rostade vetekorn ville denna för att avvända lyckan offra Frixos. Nefele räddade då sina barn på väduren med det gyllene skinnet, varpå Helle under färden föll ned i det efter henne benämnda havet Hellesponten medan Frixos nådde Kolchis. Av Hera slogs Athamas och Ino med vansinne sedan Ino uppfostrat Zeus son Dionysos vars mor Semele, Inos syster, dött då hon velat se Zeus i hans gudomliga majestät. Ino kastade sig i havet med sonen Melikertes medan Athamas dödade deras andre son Learchos. Athamas blev senare botad och begav sig på uppmaning av oraklet till Thessalien, till den efter honom uppkallade Athamantiska slätten.